# Eugene Onegin (livro)
Eugenio Onegin (russo: Евгений Онегин, BGN / PCGN: Yevgeniy Onegin) é um romance em verso escrito por Alexandre Pushkin. É um clássico da literatura russa e seu homônimo protagonista tem servido como modelo para uma série de heróis literários russos. Publicado em série entre 1825 e 1832. A primeira edição completa foi publicada em 1833, e a versão atualmente aceite é baseada na publicada em 1837.
Baseando-se no romance de Pushkin, Tchaikovski compôs a ópera Yevgeniy Onegin, estreada em 29 de março de 1879.
A coreógrafa brasileira Deborah Colker adaptou o livro para o espetáculo de dança Tatyana, em 2011.
Esse trabalho colocou a literatura russa firmemente no universo literário europeu. A vida em São Petersburgo se apresenta como uma enxurrada de influências estrangeiras, tanto material (Evgeny um cavalheiro cheio de apetrechos vindo de Londres) e culturais (romances em idiomas Inglês e Francês de sentimento burguês como as obras de Samuel Richardson, por exemplo, acima de todos as escolas românticas simbolizadas por Byron, que ironicamente satírica, experiências e celebração literária de sensualidade eram tão próximos ao próprio Pushkin).
Ao mesmo tempo, estas influências estrangeiras agiram como um catalisador no processo de fermentação cultural profundamente na Rússia - como epígrafe trocadilhos do capítulo 2, refere: "rus O Rus, ó!", onde Horace"s" relata o país como O (vida)! "O Russia!" é equiparado a Pushkin "Ó Rússia!" - O que sugere que a nação inteira é análogo da existência rural, comparando ironicamente Roma com São Petersburgo. As pessoas que trabalham de São Petersburgo (como o cocheiros dormindo no pátio frio enquanto seus mestres, dançavam em luxuosos salões pela noite fora) e os proprietários simples do campo que são vizinhos de Onegin representam este russo no modo de vida tradicional.
Quase todo o trabalho é composto de 389 estrofes de tetrameter iambic, com o inusitado esquema de rima "AbAbCCddEffEgg", onde as letras maiúsculas representam as rimas femininas, enquanto as letras minúsculas representam rimas masculinas. Esta forma tem vindo a ser conhecido como "a estrofe Onegin" ou "soneto Pushkin".
O ritmo, das rimas inovadoras, o tom natural e dicção da transparência econômica de toda a apresentação, demonstra o virtuosismo que foi decisivo na proclamação Pushkin como o mestre indiscutível da poesia russa.
A história é contada por um narrador (uma versão ligeiramente ficcionada da imagem pública de Pushkin), cujo tom é educado, mundanos e intimista. O narrador divaga, às vezes, geralmente para expandir sobre aspectos do mundo social e intelectual. Isto permite um desenvolvimento dos personagens e enfatiza o drama do enredo apesar de sua relativa simplicidade. O livro é admirado pela astúcia de sua narrativa verso, bem como para a exploração da vida, morte, amor, tédio, convenção e paixão.
Talvez em parte por causa do narrador importante a presença familiar e tom que o livro tem sido comparado, mais superficialmente, a Tristram Shandy.

## Resenha
Eugene Onegin, um dandi de São Petersburgo que em plena juventude, sente-se entediado com a vida. Aristocrata, rico, militar, cansado dos prazeres, insensível, permanece solteiro por medo das responsabilidadesque está entediado com a vida, quando herda uma grande fortuna do seu tio. Quando ele sai do país, inicia uma amizade com seu vizinho, o inexperiente e jovem poeta Vladimir Lensky. Um dia, Lensky leva Onegin para jantar com a família de sua noiva, a extrovertida e bastante imprudente Olga Larina. Nesta reunião, a irmã de Olga, a séria, e carinhosa Tatiana Larina, se apaixona por Onegin. Logo depois, Tatiana escreve para Onegin uma carta professando seu amor. Algo que uma heroína típica dos romances franceses poderia ter feito, Tatiana o fez, mas a sociedade russa considera que não é adequado para uma moça jovem, e solteira tomar tal iniciativa. Ao contrário de suas expectativas, Onegin não responde por carta. Os dois se encontram na sua próxima visita em que ele rejeita seus avanços em um discurso, muitas vezes referida como Sermão Onegin, de que tem sido descrito como diplomático ainda frio e condescendente.
Mais tarde, Lensky maliciosamente convida Onegin, para uma celebração prometendo uma pequena reunião apenas com Tatiana, sua irmã e seus pais. Quando Onegin chega, ele encontra um  país turbulento, uma paródia rural que contraste para as esferas da sociedade de São Petersburgo. No que ele considera ser uma piada maliciosa de Lensky, Onegin paquera e dança com Olga, que responde com entusiasmo irrefletido. Devido a sua sinceridade exagerada e inexperiência, Lensky é ferido ao núcleo e os fatos o deixam com raiva, e de manhã ele demanda Onegin para um duelo, um desafio que Onegin relutantemente aceita, impulsionado pelas expectativas convencionais. No duelo, Onegin mata Lensky, expressando sua tristeza depois. Onegin vende sua propriedade rural, como um meio de amortecer seus sentimentos de remorso.
Tatiana visita Onegin na mansão onde ela lê seus livros e suas anotações nas margens, e por isso vem a pergunta se o personagem Onegin é meramente uma colagem de diferentes heróis literários, e se não há um "Onegin real". Mais tarde, Tatiana é levada para Moscou como uma debutante, a casar-se na sociedade. Neste novo ambiente, Tatiana se deixa levar por hábitos mundanos que, quando Onegin depois a encontra em São Petersburgo, ele não consegue reconhecê-la num primeiro momento. Ao ver esta "nova Tatiana", ele tenta ganhar sua afeição, apesar do fato de que ela agora está casada com o príncipe Gremin, mas seus avanços são repelidos. Ele escreve-lhe várias cartas, mas não recebe nenhuma resposta. O livro termina quando Onegin consegue ver Tatiana e ela o rejeita, em um discurso, espelhando o seu anterior "sermão", onde admite tanto o seu amor por ele, e a lealdade absoluta que ela tem, no entanto, ao seu marido.

## Principais temas

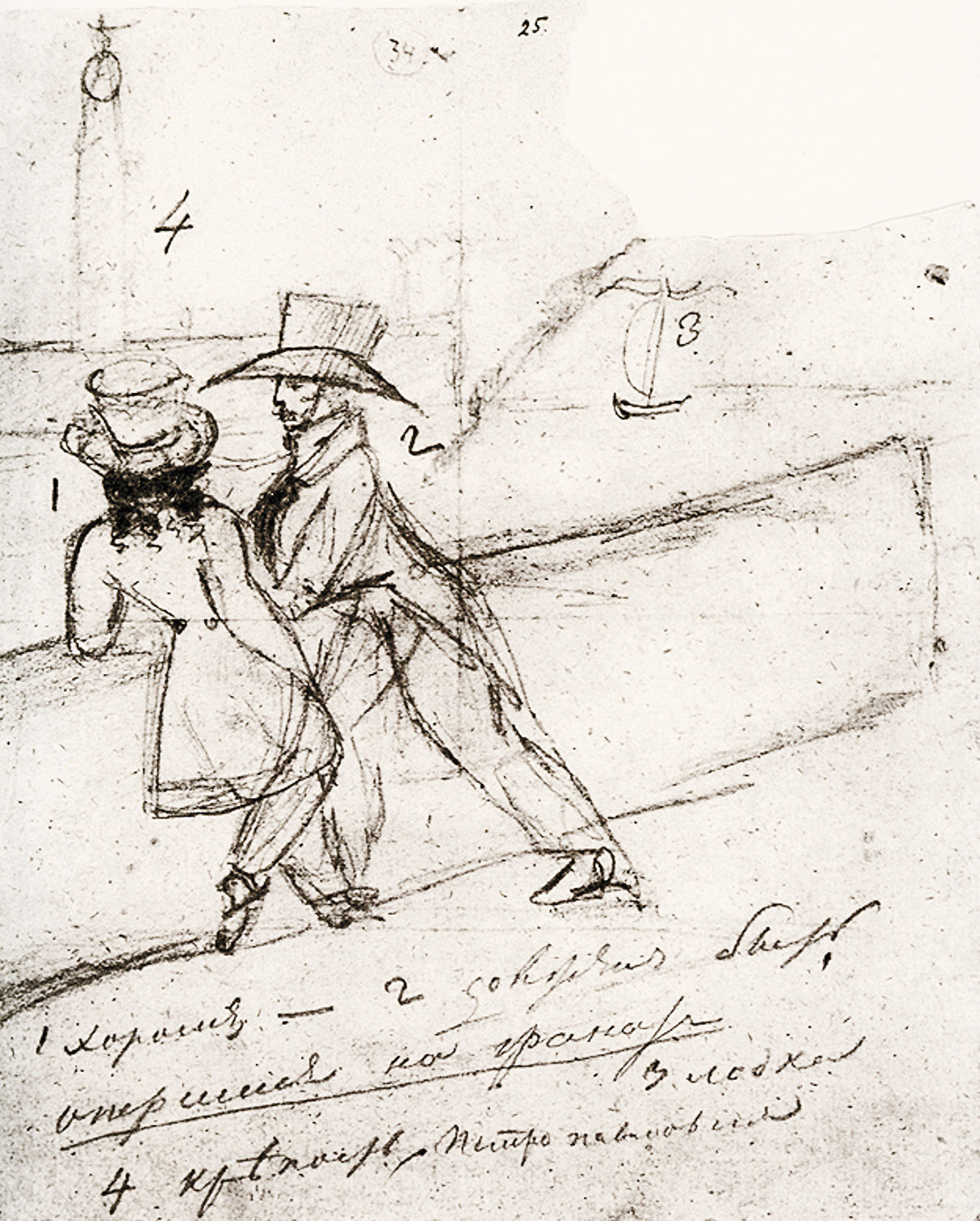
Pushkin Selfportrait with Onegin.

Um dos principais temas de Eugene Onegin é a relação entre a ficção e a vida real. As pessoas são muitas vezes moldadas pela arte do trabalho, e devidamente embaladas com alusões a outras grandes obras literárias.
Outro elemento importante é a criação de Pushkin de uma mulher de inteligência e profundidade na personagem Tatiana, cuja vulnerável sinceridade e abertura sobre o tema do amor, fez dela a heroína de incontáveis mulheres russas, apesar de sua aparente ingenuidade. Pushkin, no capítulo final, fusível da a sua Musa Tatiana a "forma" de uma nova na sociedade, após uma longa descrição de como ele a orientou nas suas obras.
Talvez o tema mais escuro - apesar do toque leve da narrativa - é a sua apresentação da desumanidade mortal da convenção social. Onegin é seu portador neste trabalho. Sua indução na vaidade, egoísmo e indiferença ocupa a introdução, e ele é incapaz de escapar quando se move para o país. Sua incapacidade de se relacionar com os sentimentos dos outros, e sua falta de empatia congelada - a crueldade instilada nele pelo "mundo" - é sintetizado na primeira estrofe do primeiro livro, pelos seus pensamentos incrivelmente egoísta em estar com os moribundos, ele é o tio por herança.
No entanto, o "diabo vem para Onegin", quando ele literalmente mata o Lensky inocente e sincero, com um tiro no duelo, e metaforicamente mata a inocência e a sinceridade quando ele rejeita Tatiana. Ela aprende a lição se blinda contra os sentimentos, mergulhado na convenção, ela esmaga sua sinceridade e remorso depois. Esta inversão de papéis épicos, e as obras amplia as perspectivas sociais, uma justificação suficiente para o seu subtítulo "romance em verso".
O pesadelo de Tatiana ilustra a agressão oculta do "mundo". Ela é perseguida através de uma paisagem de inverno congelado por um urso assustador (representando a ferocidade da pessoa desumana Onegin) e confrontados com os demônios e duendes em uma cabana que ela espera que fornecem abrigo. Isso é contrastado com a vitalidade aberta do "real" as pessoas no baile, dando ênfase dramática para a guerra de sentimentos humanos, quente com o frio da artificialidade da sociedade.
O conflito entre a arte e a vida não era mera ficção, na Rússia. Isto é ilustrado pelo próprio destino, de Puchkin, morto em um duelo. Ele foi conduzido à morte, vítima de queda às convenções sociais da alta sociedade russa.

## Outras adaptações
Traduções
Versão em espanhol
Eugene Onegin - novela em verso. Versão forma direta espanhol original russo poética, notas e ilustrações de Alberto Nicholas Musso. Mendoza, Argentina, Publishers Zeta, abril de 2005

### Ópera
Em 1879 Tchaikovsky, fez a ópera Eugene Onegin, baseada no livro, faz parte do repertório operístico padrão, existem várias gravações da mesma, e é realizado regularmente.

### Balé
John Cranko fez a coreografia de balé, com três atos da música de Tchaikovsky em um arranjo de Kurt-Heinz Stolze . No entanto, Stolze não usa música de Tchaikovsky da ópera do mesmo nome. Em vez disso, ele orquestrou algumas conhecidas obras para piano de Tchaikovsky-pouco, como a sinfônia As estações, juntamente com temas da ópera Cherevichki e na última parte da sinfônica Francesca da Rimini.

### Dança contemporânea
Deborah Colker concebeu e coreografou Tatyana com base no romance de Pushkin. Ela reduziu a história a quatro personagens e, no palco, vários bailarinos interpretam os mesmos papéis. Dois deles (um deles, a própria coreógrafa) interpretam Pushkin como narrador da história. Tatyana estreou no Brasil em 2011.

### Musical Incidental
Uma versão encenada foi produzida na União Soviética em 1936, com encenação de Alexandre Taírov e música incidental por Sergei Prokofiev.

### Música
Christopher Webber fez a "música Tatiana" que foi escrita para Nottingham Playhouse, em 1989. Ela combina com sucesso falado do diálogo e da narração do livro, com músicas organizadas a partir de Tchaikovsky, o escore de ópera, teatro e incorpora algumas sequências notáveis inspiradas por sonhos de Tatiana no original. O papel título foi interpretado por Josie Lawrence, e o diretor foi Pip Broughton.

### Filme
Em 1988, Decca / Channel 4 produziu uma adaptação cinematográfica da ópera de Tchaikovsky, dirigido por Petr Weigl. Sir Georg Solti atuou como regente, enquanto o elenco caracterizado por Michal Docolomanský como Onegin e Magdaléna Vášáryová como Tatiana. Uma diferença importante do romance é o duelo, Onegin é apresentado como deliberadamente atirando para acertar, e não se arrepende no final.
O filme de 1999, Onegin é um inglês em mais uma adaptação da obra de Pushkin, dirigido por Martha Fiennes. O filme comprime os acontecimentos do romance um pouco, como por exemplo o onomástico de Tatiana ocorrerá no mesmo dia em que Onegin lhe fala. O filme de 1999, bem como a 1988, também dá a impressão de que durante a sequência de duelo Onegin deliberadamente atira para matar.

## Ver Também
- Literatura da Rússia
- Alexander Pushkin
- Piotr Ilitch Tchaikovsky
- Deborah Colker